# Azercell
Azercell est une société de téléphonie mobile, située à Bakou en Azerbaïdjan.

## Historique
Azercell Telecom LLC est créée le 19 janvier 1996. Les fondateurs de la société sont Turkcell et le ministère des communications de l'Azerbaïdjan.
Azercell Telecom commence ses activités le 15 décembre 1996 offrant aux abonnés des services de téléphonie mobile basé sur un système postpayé. En 1998, un système prépayé est lancé avec le forait tarifaire SimSim.
Le CEO de Azercell Telecom LLC est Chirill Qaburich.

## Service LTE
Azercell annonce le 24 mai 2012, le lancement de services basés sur la plateforme 4G. Dans la phase initiale, le réseau 4G d'Azercell portera sur le centre-ville et sur le parc national de Bakou. Le réseau fonctionne sur une fréquence de 1 800 MHz. Azercell veut couvrir la totalité de Bakou en services 4G dès mai 2013. La deuxième région où le réseau 4G sera déployée sera la région du Nakhitchevan.

## Part de marché et couverture
Azercell Telecom LLC détient actuellement plus de 57,6 % du marché de la téléphonie mobile avec un réseau couvrant 80 % du territoire de l'Azerbaïdjan et 99,7 % de la population.

## Nombre d'abonnées
| Année     | Abonnés   |
| --------- | --------- |
| 1997      | 20 371    |
| 1998      | 55 831    |
| 1999      | 179 640   |
| 2000      | 380 857   |
| 2001      | 519 346   |
| 2002      | 668 598   |
| 2003      | 912 137   |
| 2004      | 1 308 640 |
| 2005      | 1 706 158 |
| 2006      | 2 333 387 |
| 2007      | 2 800 000 |
| 2008      | 3 475 000 |
| 2009      | 3 850 000 |
| 2010 (T2) | 4 204 699 |

## Investissements
Depuis l'entrée en activité d'Azercell en décembre 1996, la société a investi plus d'un milliard de dollars américains en Azerbaïdjan.

## Taxes
Selon le ministère azéri des impôts, Azercell Telecom LLC est le second plus grand contributeur pour les impôts en dehors du secteur pétrolier du pays. Au cours de ces cinq premières années d'activité, la société a contribué pour un total de 780 millions de dollars dans le budget national et dans d'autres fonds publics.